# اسرو گردو (کارولینای شمالی)
اسرو گردو (به انگلیسی: Cerro Gordo) شهری در ایالت کارولینای شمالی کشور ایالات متحده آمریکا است که جمعیت آن در سرشماری سال ۲۰۱۰ میلادی، ۲۰۷ نفر بوده‌است.